# Erythrodiplax venusta
Erythrodiplax venusta – gatunek ważki z rodziny ważkowatych (Libellulidae). Występuje na terenie Ameryki Południowej.